# Vase de noces
Pour plus de détails, voir Fiche technique et Distribution.
Vase de noces est un film expérimental belge réalisé par Thierry Zéno et sorti en 1974. 

## Synopsis
Un homme résidant dans une ferme dans la campagne belge montre des signes de grave déséquilibre mental. Il attache des têtes de poupées à celles des pigeons, il recueille leurs excréments dans des bocaux et décapite une poule pour son plaisir personnel.
Mais l'homme est particulièrement obsédé par une truie de sa ferme, avec laquelle il a des relations sexuelles zoophiles. Bientôt la truie donne naissance à des cochons qu'il essaie de nourrir ; cependant, ceux-ci rejettent cette approche et préfèrent boire du lait directement de la cuve. Ils lui sont hostiles, préférant la compagnie de leur mère, déchaînant la colère de l'homme qui, pour se débarrasser d'eux, les pendra et les laissera mourir.
La truie, ayant découvert les restes de sa progéniture, va se mettre à courir autour de la ferme, crier et finalement tomber dans un fossé boueux où elle va mourir noyée.
Le protagoniste, horriblement bouleversé, trouve le cadavre de sa bien-aimée et décide de lui donner une sépulture dans les champs devant sa ferme, puis va essayer de s'enterrer à ses côtés.
Pris d'une colère irrépressible, il commence à errer autour de la maison, puis en détruit l'intérieur et disperse divers objets (y compris les pots contenant sa propre urine). Ensuite, il prépare un thé fait avec sa propre urine et ses excréments, qu'il consomme avec avidité.
Dans les dernières scènes du film, il se pend dans la grange avec une corde et laisse son esprit libre flotter vers le ciel.

## Fiche technique
- Titre : Vase de noces
- Réalisation : Thierry Zéno
- Scénario : Thierry Zéno, Dominique Garny
- Photographie : Thierry Zéno
- Montage : Thierry Zéno
- Musique : Alain Pierre
- Pays d'origine : Belgique
- Langue originale : sans paroles
- Format : noir et blanc
- Genre : expérimental
- Durée : 81 minutes
- Dates de sortie :
  - Belgique : 1974

## Distribution
- Dominique Garny